# Perestrojka

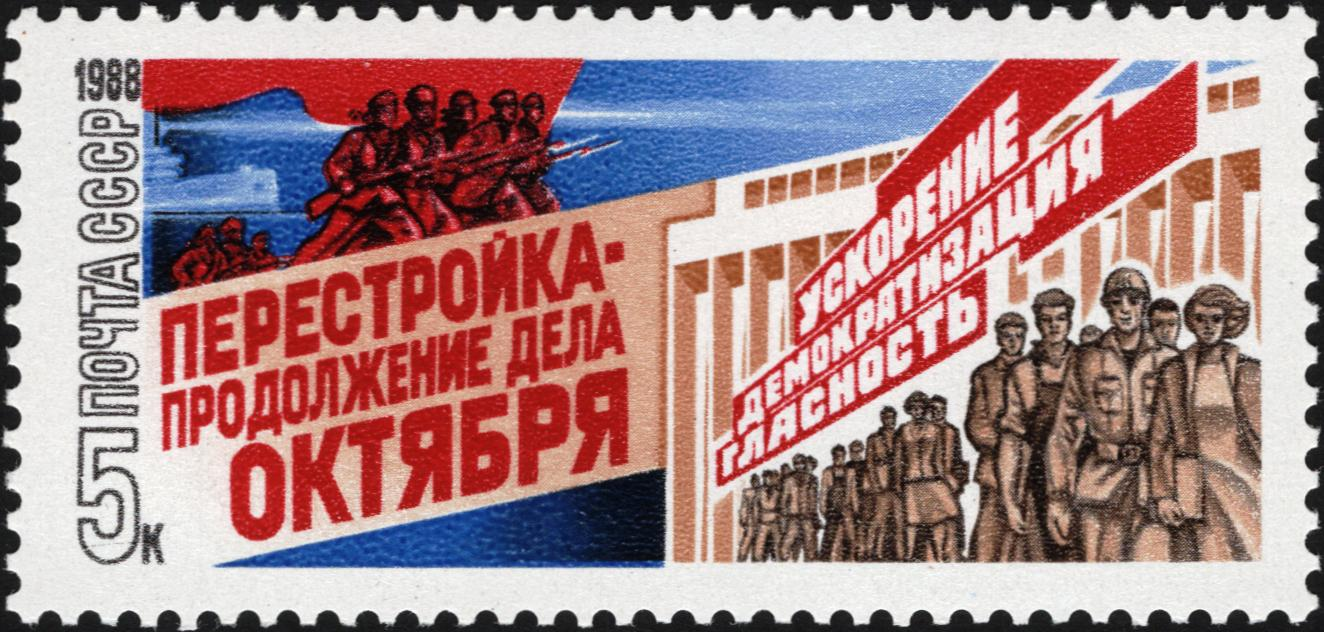
Un francobollo sovietico del 1988 inneggia alla Perestrojka come «continuazione dell'Ottobre» e riporta le parole d'ordine di "uskorenie" ("accelerazione"), "demokratizatsija" e "glasnost'"

Il termine perestrojka (in russo перестройка? , [pʲɪrʲɪˈstrojkə], lett. ricostruzione, ricostituzione o ristrutturazione) indica un complesso di riforme politico-sociali ed economiche avviate dalla dirigenza dell'Unione Sovietica a metà degli anni ottanta, finalizzate alla riorganizzazione dell'economia e della struttura politica e sociale del Paese. Gli interventi erano volti all'instaurazione di un cosiddetto "Stato di diritto socialista" e ad un rinnovamento che non rinnegasse i valori fondamentali della società sovietica. A seguito dei profondi cambiamenti apportati al sistema, tuttavia, il corso degli eventi andò fuori controllo e portò rapidamente alla dissoluzione dell'URSS in appena quattro o cinque anni.

## Origine del termine
Tra il 15 e il 17 maggio 1985 Michail Seergeric Gorbačëv, nuovo segretario generale del Partito Comunista si recò a Leningrado, dove incontrò il comitato cittadino di partito. In quell'occasione affermò: «È evidente, compagni, che tutti noi dobbiamo ricostruirci. Tutti». Usò il verbo "perestrajvat'sja" (in russo перестрайваться?, ricostruirsi) come una metafora che fu poi diffusa dai media e divenne lo slogan di una nuova fase nella storia dell'Unione Sovietica.
Lo storico Viktor Danilov sostiene che «nella lingua del tempo questo concetto non indicava un cambiamento radicale della situazione socio-economica, ma si riferiva alla riorganizzazione di alcune funzioni e rapporti economici».

## Premesse

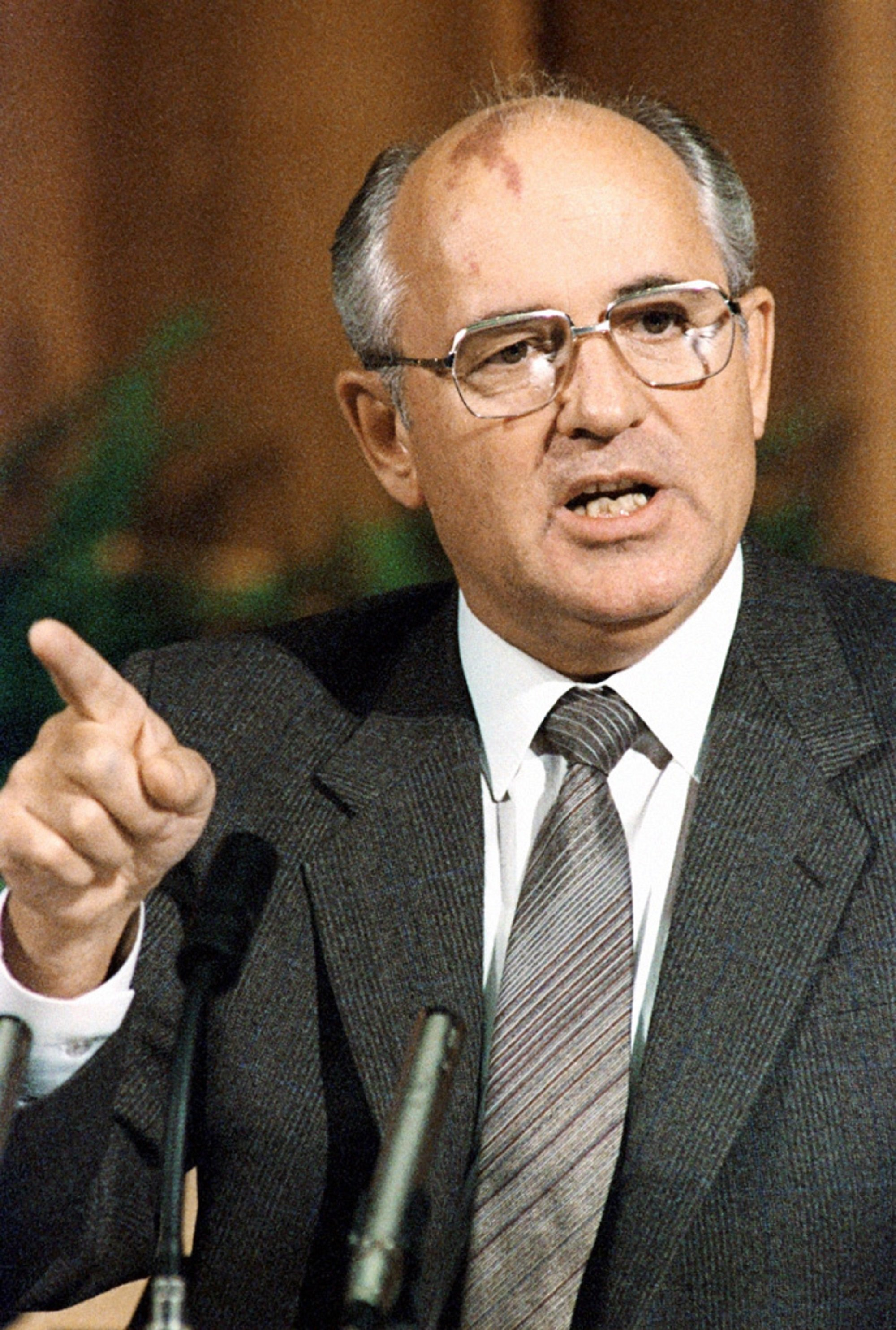
Michail Gorbačëv, segretario generale del PCUS dal marzo 1985

Una componente di carattere riformista all'interno del PCUS esisteva fin dagli anni settanta, in particolare tra i vertici partitici di livello regionale, ma essa si sviluppò inizialmente in modo estremamente lento. Nel 1985, tuttavia, alla morte del segretario generale Černenko, la percezione della necessità di un rinnovamento portò a capo del partito e dell'URSS un gruppo di giovani dirigenti, a partire dal nuovo segretario generale Michail Gorbačëv, intenzionati ad avviare un processo di ristrutturazione della società.
L'inizio del nuovo corso fu segnato dalla riunione di aprile 1985 del plenum del Comitato Centrale del PCUS in cui fu delineato un percorso di riorganizzazione di tutti gli aspetti della vita sociale del Paese. Punto di partenza in questa direzione doveva essere l'accelerazione ("uskorenie") dello sviluppo economico, tramite cui si puntava a risolvere questioni sociali basilari, prima di tutto quelle abitative e alimentari. Le prime dichiarazioni di Gorbačëv non lasciavano intendere la volontà di incidere sul sistema politico, tuttavia il nuovo leader avviò immediatamente un ricambio di dirigenti e funzionari su larga scala, che portò all'ingresso nel Politburo di quattro nuovi membri e alla nomina di tre nuovi segretari del Comitato Centrale. Tra queste nomine, di particolare rilevanza si sarebbero rivelate quelle di Aleksandr Jakovlev e di Egor Ligačëv, portatori di due differenti tendenze nell'ambito della dirigenza riformista: il primo su posizioni più radicali, il secondo più conservatore, mentre Gorbačëv si collocava in un ruolo mediano.
Proprio Jakovlev, in qualità di capo dell'ufficio propaganda del Comitato centrale, avviò i primi importanti interventi nell'ambito sociopolitico promuovendo la politica della glasnost' ("trasparenza"), che portò a una considerevole riduzione della censura, all'aumento del numero di pubblicazioni periodiche, a una crescita dell'attivismo della popolazione, alla discussione delle politiche del governo nella stampa così come in apposite riunioni aperte alla cittadinanza. Jakovlev ottenne un vasto ricambio ai vertici di gran parte dei mezzi di comunicazione, garantendo così un ampio sostegno della stampa alle posizioni riformatrici. Le sostituzioni volute dalla nuova dirigenza interessarono comunque i vertici di tutti gli ambiti della vita del Paese nonché dei comitati del partito di livello repubblicano, regionale e distrettuale.
Anni dopo la dissoluzione dell'Unione Sovietica, Jakovlev commentò così le riforme da lui promosse:
Il regime totalitario sovietico poteva essere distrutto solo attraverso la glasnost e la disciplina di partito totalitaria, nascondendosi dietro gli interessi del miglioramento del socialismo. [...] Guardando indietro, posso dire con orgoglio che fu una tattica intelligente, ma molto semplice - i meccanismi del totalitarismo contro il sistema del totalitarismo - ha funzionato.»
(Jakovlev, nell'introduzione del "Libro nero del comunismo")

## Riforma economica

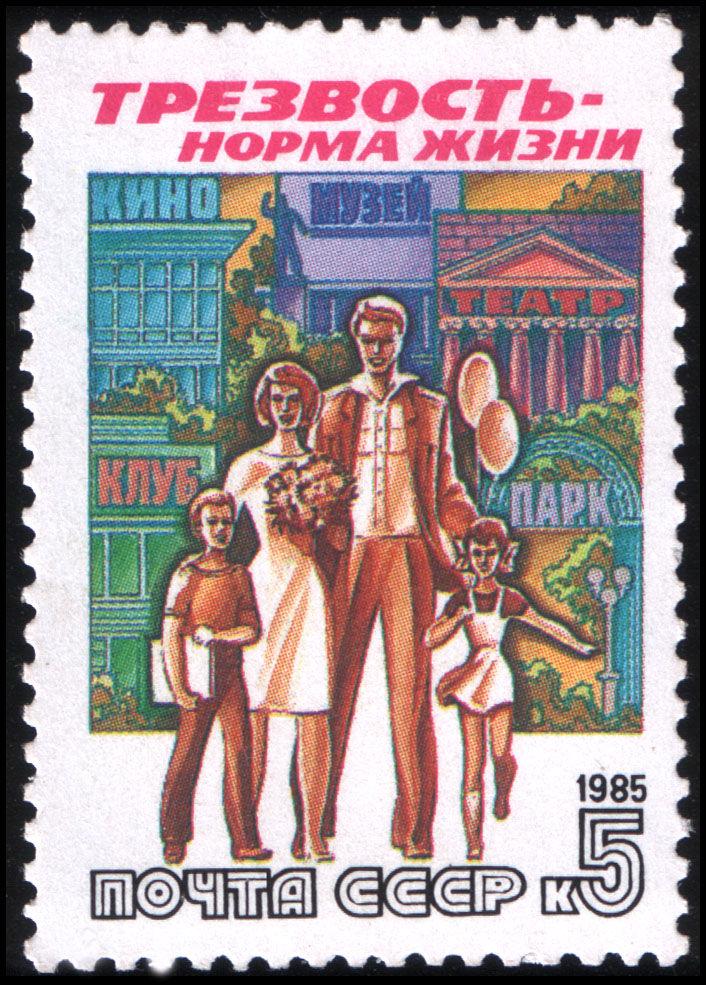
Francobollo sovietico del 1985 a sostegno della campagna contro l'alcolismo

Per favorire l'"accelerazione" dello sviluppo socioeconomico, il plenum del 1985 aveva fissato gli obiettivi di un più efficiente utilizzo delle conquiste della scienza e della tecnica, della decentralizzazione della gestione dell'economia, dell'ampliamento dei diritti delle imprese, dell'introduzione del chozrasčët, del potenziamento dell'ordine e della disciplina nella produzione. Priorità venne data all'industria meccanica, risollevando la quale si contava di favorire la ristrutturazione dell'intero complesso produttivo. Le prime iniziative promosse nel 1985-1986, destinate ad avere poco successo, furono la riorganizzazione di alcuni ministeri e massicce campagne contro la corruzione e contro l'alcolismo. Nei primi anni la perestrojka incise tuttavia in modo poco significativo sul sistema economico, cosicché nel 1987 si intervenne in modo più deciso verso la prevalenza dei metodi economici di gestione rispetto a quelli amministrativi e verso il potenziamento dell'autonomia delle imprese. Tuttavia anche in presenza di queste misure i piani produttivi spesso non raggiungevano i risultati previsti, mentre il deficit aumentava, anche a causa di una riduzione nell'esportazione del petrolio, e scarseggiavano generi alimentari e beni di consumo.
Venne costituita una Commissione per la riforma dell’economia, affidata all'accademico Leonid Abalkin, primo vice primo ministro, cui partecipò l'economista italiano Giancarlo Pallavicini, come primo consulente occidentale per il libero mercato e la normativa anti monopolio.
Progressivamente aumentò il consenso verso il passaggio ad un nuovo modello di sviluppo economico basato su un sempre minore intervento statale e un nuovo atteggiamento verso la proprietà privata e il mercato. Nacquero così delle cooperative, le imprese ottennero il diritto di vendere autonomamente i prodotti in eccesso rispetto agli obiettivi di piano, vennero approvate norme per garantire le condizioni economiche e giuridiche utili allo sviluppo della proprietà privata, fu riorganizzato il sistema bancario, si puntò sull'attrazione di capitali stranieri e sulla costituzione di aziende in collaborazione con imprese estere. Questi provvedimenti furono la base dell'accumulazione dei grossi capitali privati che sarebbero stati protagonisti dell'economia e della finanza della Russia post-sovietica.

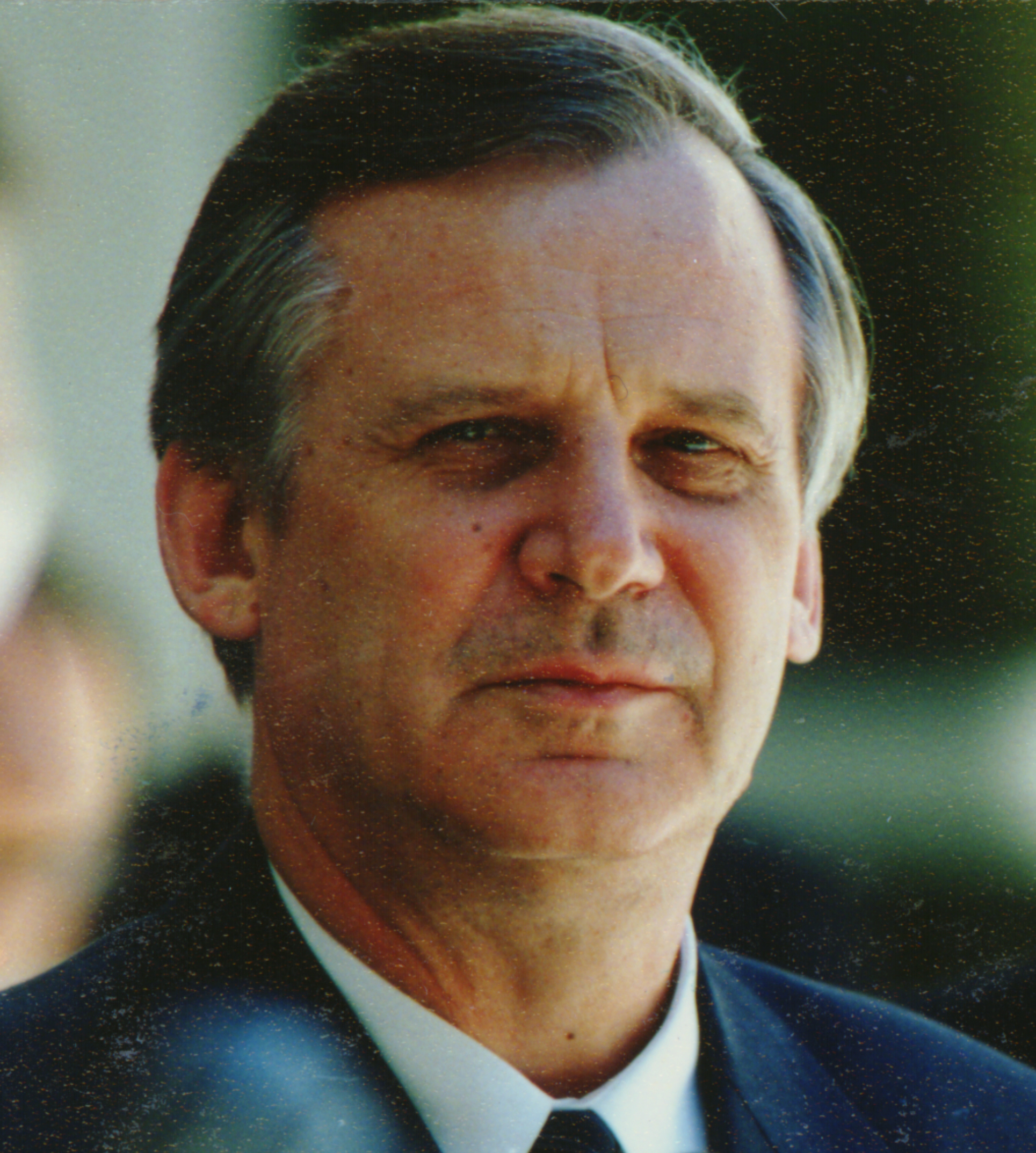
Il primo ministro Nikolaj Ryžkov nel 1990

Anche nell'ambito agricolo si crearono le prime aziende private, che alla fine del 1990 erano circa 50 000 e costituivano l'1% della produzione. La situazione generale dell'economia sovietica tuttavia non fece registrare miglioramenti, e anzi tra il 1989 e il 1990 la crescita della produzione industriale segnò un grosso calo, mentre crescevano il deficit e la disoccupazione, che all'inizio del 1990 riguardava sei milioni di persone.
Aperture esplicite verso il capitalismo vennero dapprima dalla II sessione del Congresso dei deputati del popolo (dicembre 1989) e poi dal Soviet Supremo, che nell'estate del 1990 approvò il decreto sul passaggio all'economia di mercato. In questa fase vennero elaborati piani finalizzati ad una rapida uscita dalla crisi, tra i quali vi fu il cosiddetto "Programma dei 500 giorni", ideato dagli economisti Stanislav Šatalin e Grigorij Javlinskij, che puntava tra l'altro ad una forte decentralizzazione dell'economia, alla privatizzazione delle imprese, alla soppressione del controllo statale sui prezzi, all'accettazione di una disoccupazione regolata. A livello centrale venne tuttavia adottato un piano più moderato, sviluppato da Leonid Abalkin e dal primo ministro Nikolaj Ryžkov, che garantiva una più lunga conservazione del settore dell'economia pubblica e il controllo statale sulla nascente economia privata. Nel confronto tra i due piani si rifletteva l'ormai acceso scontro tra il governo centrale e alcune Repubbliche, ed in particolare la RSFS Russa, guidata da Boris El'cin, che annunciò nel novembre 1990 l'avvio della realizzazione del programma dei "500 giorni". Si procedette successivamente a ulteriori tentativi di conciliazione tra i due piani in una situazione di sempre maggiore crisi che portò alla caduta del governo Ryžkov.

## Riforma del sistema politico
Se i primi proclami di Gorbačëv, nel 1985, non lasciavano spazio a riforme politiche, il partito veniva percepito da una parte della nuova dirigenza come una struttura tendenzialmente conservatrice che avrebbe ostacolato il rinnovamento, pertanto fin da subito vennero elaborati programmi di riorganizzazione del PCUS. Jakovlev già alla fine del 1985 propose al Segretario generale un piano, mai realizzato, per la trasformazione del PCUS in una federazione di due diversi partiti, uno nel solco della tradizione marxista-leninista, l'altro su posizioni socialdemocratico-riformiste. In questo progetto era prevista anche l'introduzione della figura di presidente dell'Unione Sovietica che sarebbe stata effettivamente creata nel 1990.
Nel 1986, al XXVII Congresso del PCUS, Gorbačëv parlò della necessità di un alleggerimento dell'apparato del partito e di un ridimensionamento del suo intervento sul funzionamento degli organi dello Stato e delle altre strutture della società. L'anno successivo il Segretario annunciò la rinuncia del partito al monopolio ideologico, aprendo la strada a radicali interventi sul sistema politico che assunsero carattere particolarmente rilevante a partire dalla XIX Conferenza del PCUS, svoltasi nel giugno 1988. Al termine di un acceso scontro tra differenti tendenze, essa confermò la volontà di procedere alla riorganizzazione dell'assetto istituzionale verso quello di uno stato di diritto. Divenne obiettivo primario la netta separazione dei compiti degli organi del PCUS da quelli dei Soviet e il passaggio del potere a questi ultimi.

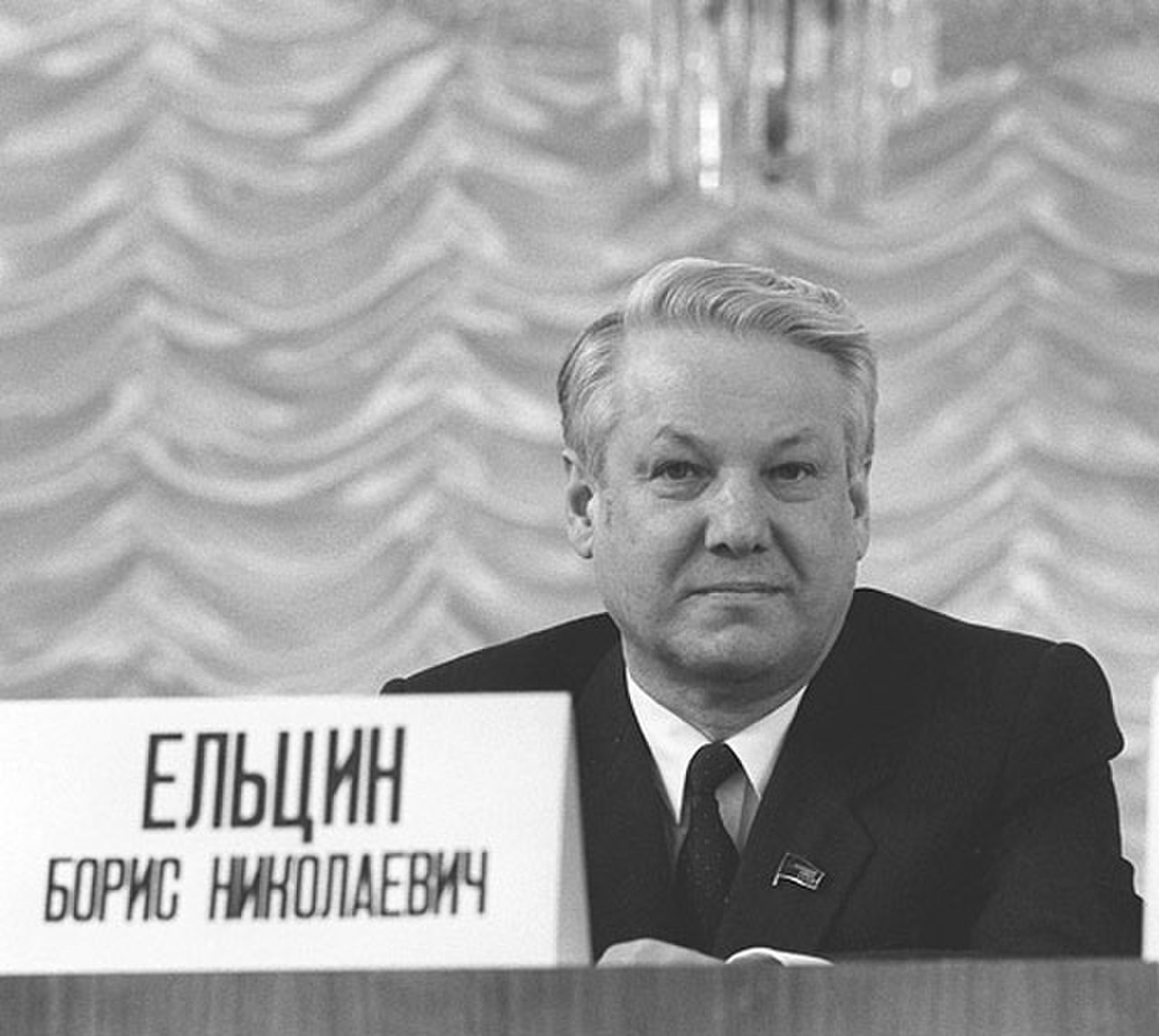
Boris El'cin nel 1989

Per arrivare a tale risultato venne dapprima istituito un nuovo organo del potere superiore, il Congresso dei deputati del popolo, che a sua volta avrebbe eletto all'interno delle proprie file il Soviet Supremo. Le prime elezioni del Congresso dei deputati del popolo, aperte a candidati esterni, si tennero nel marzo 1989. All'interno di questo organismo, su iniziativa di El'cin e Andrej Sacharov, venne formata una frazione parlamentare, il "Gruppo interregionale", che divenne un centro di opposizione a Gorbačëv, di cui El'cin era uno dei principali rivali fin dal 1987. Il "Gruppo interregionale" mirava alla transizione verso un sistema democratico di tipo occidentale e sosteneva la necessità di rimuovere il PCUS dalla sua posizione di preminenza. Quest'ultimo obiettivo fu raggiunto nel marzo 1990 grazie all'abolizione, deliberata dalla III sessione del Congresso dei deputati del popolo, dell'articolo 6 della Costituzione, che assegnava al PCUS il ruolo di guida della società. Nella stessa occasione l'assemblea elesse Gorbačëv alla carica di Presidente dell'URSS, precedentemente istituita nell'ambito del consolidamento delle strutture statali a scapito di quelle partitiche. L'approvazione dei due provvedimenti fu resa possibile dal reciproco appoggio tra Gorbačëv e i deputati radicali del Gruppo interregionale, che poterono così superare l'opposizione dei conservatori.
La soppressione dell'articolo 6 segnò la fine del monopolio del partito sul potere politico. Sebbene alcune organizzazioni fossero già nate in precedenza, tale passaggio favorì il moltiplicarsi di partiti e movimenti di natura comunista, democratica, socialdemocratica o nazionalista e incentivò le spaccature all'interno dello stesso PCUS. In esso si delinearono solidi gruppi di opposizione, che vennero definiti "di destra" relativamente a coloro che sostenevano posizioni conservatrici e puntavano al ripristino della situazione pre-perestrojka, e "di sinistra" riguardo a chi mirava ad una messa in discussione definitiva e radicale del sistema. Su quest'ultima posizione si collocava El'cin, che insieme a Anatolij Sobčak e Gavriil Popov entrò a far parte della cosiddetta "Piattaforma democratica". Nell'opposizione "di destra" si distinsero il "Movimento dei comunisti della RSFSR", guidato da Aleksej Sergeev, Ivan Polozkov e Gennadij Zjuganov, che avrebbe presto dato vita al Partito Comunista della RSFSR; la neostalinista "Piattaforma bolscevica"; la "Piattaforma marxista".
Nel luglio 1990, il XXVIII Congresso del PCUS coincise con una dura battaglia tra riformatori e conservatori. I forti contrasti interni impedirono all'assemblea di approvare il nuovo Programma, ma fu tuttavia adottata una piattaforma che di fatto spostava il partito su posizioni socialdemocratiche.

## Politica estera

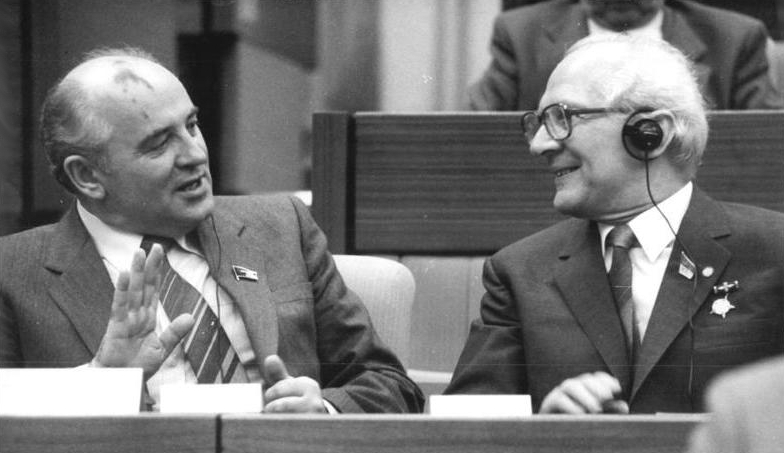
Gorbačëv con il segretario generale della SED Erich Honecker nel 1986

Il rinnovamento promosso dalla dirigenza sovietica si tradusse in un marcato cambiamento di approccio in politica estera. Il Segretario generale chiarì immediatamente la volontà dell'URSS di cessare gli interventi negli affari interni dei Paesi del Patto di Varsavia, ponendo fine alle pratiche legate alla teoria della sovranità limitata. Le riforme condotte in Unione Sovietica incontrarono inizialmente il supporto degli altri Paesi dell'Europa orientale, ma quando queste divennero più radicali provocarono reazioni negative, in particolare in Germania Est e Romania. In generale, comunque, i partiti al potere nell'Est Europa vennero investiti da una crisi da cui non sarebbero riusciti a risollevarsi e tra il 1989 e il 1990 vennero estromessi dal governo. La transizione dei tradizionali alleati dell'URSS a regimi parlamentari democratici comportò la soppressione del Patto di Varsavia e del Comecon e un crollo del livello di collaborazione economica tra tali Paesi e l'URSS. Ciò fu alla base di una accentuazione dello scontro politico tra i sostenitori e gli avversari del nuovo corso portato avanti da Gorbačëv.
Nel frattempo l'Unione Sovietica promosse un modello innovativo anche nei rapporti con gli altri Paesi del mondo, proclamando la prevalenza degli interessi generali dell'umanità su quelli di classe e rinunciando quindi al confronto ideologico. Su questa base si ebbe un miglioramento dei rapporti internazionali, in particolare con gli Stati Uniti e con la CEE, mentre il ritiro delle truppe dall'Afghanistan e dalla Mongolia favorì la chiusura del lungo periodo di crisi nei rapporti tra l'URSS e la Cina.

## Questione religiosa
La riorganizzazione in senso democratico del Paese portò a cambiamenti anche nel rapporto tra Stato e Chiesa, che si concretizzarono in vari incontri tra Gorbačëv e i patriarchi ortodossi Pimen e Alessio II e i rappresentanti di altre confessioni. Vennero creati nuove organizzazioni ed istituti educativi di carattere religioso, venne potenziata la pubblicazione di letteratura di ambito ecclesiastico, così come nel 1988 venne festeggiato ufficialmente il millenario della conversione della Rus'. Vennero poi ridestinati al culto edifici precedentemente sottratti a tale funzione e venne autorizzata la costruzione di nuove chiese. Fu data inoltre la possibilità di partecipare all'attività politica ai membri del clero, alcuni dei quali sarebbero stati eletti deputati al Soviet Supremo.

## Crisi finale
I tentativi di riforma economica non ebbero risultato e si ebbero forti contrazioni nella produzione industriale e in quella agricola, così come si ridusse il reddito della grande maggioranza della popolazione, a fronte della comparsa di una nuova categoria di persone arricchitesi con l'imprenditoria privata o l'attività finanziaria. Non trovarono risoluzione le grandi questioni abitative ed alimentari, così come quella ecologica che era stata accentuata dall'incidente nucleare di Černobyl' del 1986. Il peggioramento delle condizioni lavorative portò a varie forme di protesta, tra cui ondate di scioperi, che nel solo Donbass interessarono oltre 300 000 minatori.
La situazione generale ebbe forti ripercussioni nelle varie Repubbliche dell'URSS: negli anni della perestrojka esse avevano visto crescere il proprio malumore per le imposizioni da parte degli organi centrali e per la disattenzione di questi ultimi per le esigenze locali. In alcune di esse si svilupparono quindi movimenti che riunivano forze di opposizione tra le quali si faceva strada l'idea dell'uscita dall'URSS, che fu presto fatta propria – in primo luogo – dalle dirigenze delle Repubbliche baltiche, dell'Azerbaigian, della Moldavia.

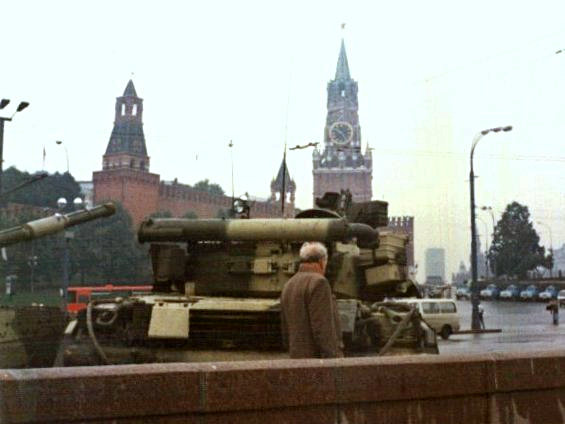
Carri armati nella piazza Rossa durante il tentato colpo di Stato dell'agosto 1991

Nel frattempo la liberalizzazione del sistema politico innescò nella società sovietica dinamiche che fecero perdere a Gorbačëv il controllo del corso degli eventi a vantaggio del movimento radicale nel quale spiccava la figura di Boris El'cin. Con l'elezione di quest'ultimo a Presidente della RSFSR (maggio 1990) e la proclamazione, il mese dopo, dell'indipendenza della Russia, si determinarono due diversi e contrastanti centri di potere: quello russo, con a capo El'cin, e quello dell'Unione, guidato da Gorbačëv, che però perse campo anche a causa del progressivo sfaldamento della dirigenza riformista.
In questo contesto, nel dicembre 1990 la IV sessione del Congresso dei deputati del popolo prese posizione per la conservazione dell'URSS e la sua riorganizzazione in uno stato federale democratico, mentre il successivo referendum (marzo 1991) vide prevalere a larga maggioranza i favorevoli al mantenimento dell'Unione Sovietica. Gli eventi che seguirono, tra cui il tentato golpe di agosto, accelerarono tuttavia il percorso verso la dissoluzione del Paese. Questa si concretizzò a dicembre, dopo la sottoscrizione dell'accordo di Belaveža tra i presidenti di RSFS Russa, RSS Ucraina e RSS Bielorussa che sanciva la cessazione dell'esistenza dell'URSS come soggetto di diritto internazionale.